# موهرنباخ
موهرنباخ (به آلمانی: Möhrenbach) یک منطقهٔ مسکونی در آلمان است که در گرن واقع شده‌است. موهرنباخ ۶۵۴ نفر جمعیت دارد.